# Ster ZLM Toer 2015
Lo Ster ZLM Toer 2015, ventinovesima edizione della corsa, si svolse dal 17 al 21 giugno su un percorso di 747 km ripartiti in 5 tappe, con partenza da Goes e arrivo a Boxtel. Fu vinto dal tedesco André Greipel della squadra Lotto-Soudal davanti al belga Yves Lampaert e all'olandese Moreno Hofland.

## Tappe
| Tappa  | Data      | Percorso                        | km    | Vincitore di tappa | Leader cl. generale |
| ------ | --------- | ------------------------------- | ----- | ------------------ | ------------------- |
| 1ª     | 17 giugno | Goes > Goes (cron. individuale) | 6,4   | Roger Kluge        | Roger Kluge         |
| 2ª     | 18 giugno | 's Hertogenbosch > Rosmalen     | 180,4 | André Greipel      | André Greipel       |
| 3ª     | 19 giugno | Buchten > Buchten               | 190,5 | André Greipel      | André Greipel       |
| 4ª     | 20 giugno | Verviers > Jalhay               | 186,7 | Moreno Hofland     | André Greipel       |
| 5ª     | 21 giugno | Eindhoven > Boxtel              | 183,1 | Matthew Brammeier  | André Greipel       |
| Totale | Totale    | Totale                          | 747   |                    |                     |

## Dettagli delle tappe

### 1ª tappa
- 17 giugno: Goes > Goes (cron. individuale) – 6,4 km

| Pos. | Corridore          | Squadra    | Tempo |
| ---- | ------------------ | ---------- | ----- |
| 1    | Roger Kluge        | IAM        | 7'30" |
| 2    | Martijn Keizer     | Lotto NL   | a 1"  |
| 3    | Victor Campenaerts | Vlaanderen | a 2"  |

| Pos. | Corridore          | Squadra    | Tempo |
| ---- | ------------------ | ---------- | ----- |
| 1    | Roger Kluge        | IAM        | 7'30" |
| 2    | Martijn Keizer     | Lotto NL   | a 1"  |
| 3    | Victor Campenaerts | Vlaanderen | a 2"  |

### 2ª tappa
- 18 giugno: 's Hertogenbosch > Rosmalen – 180,4 km

| Pos. | Corridore        | Squadra      | Tempo    |
| ---- | ---------------- | ------------ | -------- |
| 1    | André Greipel    | Lotto-Soudal | 4h12'22" |
| 2    | Edward Theuns    | Vlaanderen   | s.t.     |
| 3    | Danny van Poppel | Trek         | s.t.     |

| Pos. | Corridore          | Squadra      | Tempo    |
| ---- | ------------------ | ------------ | -------- |
| 1    | André Greipel      | Lotto-Soudal | 4h19'52" |
| 2    | Danny van Poppel   | Trek         | a 2"     |
| 3    | Victor Campenaerts | Vlaanderen   | s.t.     |

### 3ª tappa
- 19 giugno: Buchten > Buchten – 190,5 km

| Pos. | Corridore      | Squadra      | Tempo    |
| ---- | -------------- | ------------ | -------- |
| 1    | André Greipel  | Lotto-Soudal | 4h29'21" |
| 2    | Moreno Hofland | Lotto NL     | s.t.     |
| 3    | Edward Theuns  | Vlaanderen   | s.t.     |

| Pos. | Corridore          | Squadra      | Tempo    |
| ---- | ------------------ | ------------ | -------- |
| 1    | André Greipel      | Lotto-Soudal | 8h49'03" |
| 2    | Victor Campenaerts | Vlaanderen   | a 12"    |
| 3    | Yves Lampaert      | Etixx        | a 16"    |

### 4ª tappa
- 20 giugno: Verviers > Jalhay – 186,7 km

| Pos. | Corridore      | Squadra       | Tempo    |
| ---- | -------------- | ------------- | -------- |
| 1    | Moreno Hofland | Lotto NL      | 4h44'11" |
| 2    | Yves Lampaert  | Etixx         | a 1"     |
| 3    | Zico Waeytens  | Giant-Alpecin | s.t.     |

| Pos. | Corridore      | Squadra      | Tempo     |
| ---- | -------------- | ------------ | --------- |
| 1    | André Greipel  | Lotto-Soudal | 13h33'15" |
| 2    | Yves Lampaert  | Etixx        | a 10"     |
| 3    | Moreno Hofland | Lotto NL     | s.t.      |

### 5ª tappa
- 21 giugno: Eindhoven > Boxtel – 183,1 km

| Pos. | Corridore         | Squadra      | Tempo    |
| ---- | ----------------- | ------------ | -------- |
| 1    | Matthew Brammeier | MTN-Qhubeka  | 4h05'31" |
| 2    | André Greipel     | Lotto-Soudal | a 25"    |
| 3    | Gregory Henderson | Lotto-Soudal | s.t.     |

| Pos. | Corridore      | Squadra      | Tempo     |
| ---- | -------------- | ------------ | --------- |
| 1    | André Greipel  | Lotto-Soudal | 17h39'05" |
| 2    | Yves Lampaert  | Etixx        | a 16"     |
| 3    | Moreno Hofland | Lotto NL     | s.t.      |

## Classifiche finali

### Classifica generale
| Pos. | Corridore          | Squadra                     | Tempo     |
| ---- | ------------------ | --------------------------- | --------- |
| 1    | André Greipel      | Lotto-Soudal                | 17h39'05" |
| 2    | Yves Lampaert      | Etixx-Quick Step            | a 16"     |
| 3    | Moreno Hofland     | Team Lotto NL-Jumbo         | s.t.      |
| 4    | Victor Campenaerts | Topsport Vlaanderen-Baloise | a 18"     |
| 5    | Edward Theuns      | Topsport Vlaanderen-Baloise | a 26"     |
| 6    | Zico Waeytens      | Team Giant-Alpecin          | a 31"     |
| 7    | Jens Debusschere   | Lotto-Soudal                | s.t.      |
| 8    | Jelle Wallays      | Topsport Vlaanderen-Baloise | a 36"     |
| 9    | Kenneth Vanbilsen  | Cofidis                     | a 40"     |
| 10   | Gijs Van Hoecke    | Topsport Vlaanderen-Baloise | a 41"     |